# آلوارو سانتوس
آلوارو سانتوس (به پرتغالی: Álvaro Márcio Santos) یک فوتبالیست مهاجم اهل برزیل است که در شهر سائوپائولو و در تاریخ ۳۰ ژانویهٔ ۱۹۸۰ به دنیا آمده‌است.
آلوارو سانتوس در تیم‌های فوتبال América-MG سابقهٔ حضور دارد.